# Ernst Heinrichsohn
Ernst Heinrichsohn (geboren 13. Mai 1920 in Berlin; gestorben 29. Oktober 1994 in Goldbach (Unterfranken)) war ein deutscher Jurist, der in der Zeit des Nationalsozialismus als SS-Mitglied an der Deportation der Juden aus Frankreich nach Auschwitz mitwirkte.

## Leben
Ernst Heinrichsohn  besuchte in Hermsdorf die Volksschule und wechselte dann an das humanistische Humboldt-Gymnasium in Berlin. Das Abitur legte er 1939 ab und wurde daraufhin zur Wehrmacht eingezogen. Nach einem Monat wechselte er als Luftwaffenfreiwilliger zur Luftwaffe. Wegen seiner Erkrankung der Kniegelenke wurde er im Dezember 1939 wieder entpflichtet. Daraufhin begann er ein Jurastudium, von dem er zwei Trimester absolvierte, es aber dann nicht weiterführte, denn er wurde, nachdem er Mitglied der SS wurde, in das Reichssicherheitshauptamt geholt. Sein Dienstgrad war der eines SS-Scharführers. Im September 1940 wurde er als Offiziersanwärter im Amt III – Deutsche Lebensgebiete – beschäftigt.

### Einsatz im besetzten Frankreich
Nach einer nur kurzen Orientierungszeit bekam Heinrichsohn als Offiziersanwärter eine Einsatzkommandierung als Mitarbeiter des Judenreferates beim Befehlshaber der deutschen Sicherheitspolizei und des Sicherheitsdienstes (BdS) in Frankreich. Das Referat wurde zu dieser Zeit von SS-Untersturmführer Theodor Dannecker geleitet. Als dessen Adjutant war er seit 1940 eingesetzt. Sein direkter Vorgesetzter war Heinz Röthke. Heinrichsohn organisierte bis 1942 im Rang eines SS-Unterscharführers (Unteroffizier) die Deportation zehntausender staatenloser und französischer Juden nach Auschwitz. Dabei legte er außerordentlichen Ehrgeiz an den Tag. Bei einer Besprechung, die er mit dem französischen Präfekten Jean Leguay geführt hatte, notierte Heinrichsohn: „Am Freitag, den 28. 8. 1942 ist der 25000. Jude abgeschoben worden.“ Weiter ergänzte er, dass die Festnahmen des „September-Programms“ gemeinsam mit „Polizei, Gendarmerie und Wehrmacht“ durchgeführt wurden. Dabei wusste er, welches Ziel diese Deportations-Transporte hatten und mit welchem Ergebnis sie endeten.
Als es bei dem Transport am 30. September 1942 zu Verspätungen kam, ließ Heinrichsohn, der regelmäßig die Abfahrt im Sammellager Drancy überwachte, auch den französischen Senator Pierre Masse (1879–1942) in das KZ Auschwitz-Birkenau deportieren. Für den Transport Nr. 45 vom 11. November 1942 hatte Heinrichsohn 35 bettlägerige Personen hohen Alters aus dem Hôpital Rothschild ausgewählt, um die Zahl der Deportierten zu erhöhen. Die von ihm während dieser Zeit in Frankreich ausgeführten Handlungen waren Kriegsverbrechen. Dabei unterlag er keinem Befehlsnotstand.
Seit Anfang 1943 wurde er neben diesen Organisationsaufgaben vorrangig im Einsatzkommando 42 eingesetzt, das unter der Leitung von SS-Obersturmbannführer Kurt Lischka, dem Stellvertreter des Befehlshabers für Frankreich stand. Dabei wurde Heinrichsohn hauptsächlich zu Sonderaktionen, vor allem der Partisanenbekämpfung und Durchsuchung bestimmter Örtlichkeiten herangezogen.
In den letzten Kriegsmonaten kehrte er nach Berlin zurück und wurde in das RSHA Amt IV D 1 (Abwehr-Widerstand) integriert. Von dort erhielt er Verwendung bei einer Einheit der Waffen-SS in Hof/Saale. Ohne momentan einen näheren Zeitbezug zu erkennen, hatte er bis 1945 das Eiserne Kreuz II mit und ohne Schwerter erhalten und war zum SS-Oberscharführer befördert worden.

### Entwicklung nach dem Krieg
Heinrichsohn setzte nach dem Zweiten Weltkrieg sein Studium der Rechtswissenschaften in Würzburg. fort. Spätestens 1949 durchlief er ein Entnazifizierungsverfahren, in dessen Ergebnis er als Mitläufer eingestuft wurde. Mit Abschluss des Studiums 1952 ließ er sich als Rechtsanwalt in Miltenberg nieder und wurde 1952 als CSU-Mitglied zum zweiten, ehrenamtlichen, Bürgermeister seiner Wohngemeinde Bürgstadt gewählt, aus der seine 1946 geheiratete Ehefrau stammte. Seit 1960 war er, ebenfalls nebenamtlich, dort erster Bürgermeister und erwarb sich das Ansehen der Kleinstadtbewohner, weil er eine Eingemeindung verhinderte. Er war auch Abgeordneter im Kreistag Miltenberg.

### Gerichtliche Verfolgung der Verbrechen
Am 7. März 1956 wurde Heinrichsohn in Frankreich wegen dort begangener Kriegsverbrechen in Abwesenheit zum Tode verurteilt. Da eine Verfolgung (und Verurteilung) durch die Alliierten formal eine Strafverfolgung in der Bundesrepublik Deutschland verhinderte, dauerte es bis 1975, bis dieses Prozesshindernis 1971 mit dem Überleitungsvertrag gegen den Widerstand des einflussreichen FDP-Politikers Ernst Achenbach, des früheren engen Mitarbeiters des nationalsozialistischen Botschafters in Paris Otto Abetz, ausgeräumt werden konnte.
Das Kammergericht in Berlin leitete 1964 gegen Heinrichsohn ein Verfahren mit Vorermittlungen wegen des Mordverdachtes ein. Im gleichen Jahre richtete das Polizeipräsidium von Berlin ein Hilfeersuchen mit den beigefügten Informationen über die Verdachtsgründe an das Bayrische Landeskriminalamt. Erst ein Jahr später, im März 1965, wurde er vernommen. Bei diesem Termin leugnete er, an Judendeportationen beteiligt und von anschließenden Massenmorden in den KZ etwas gewusst zu haben. Er behauptete, in Frankreich nur Schreib- und Büroarbeiten ohne erkennbaren Bezug zu den Vorhaltungen verrichtet zu haben. Erkenntnisse aus dem 1956 in Frankreich gegen ihn geführten Prozess wurden nicht hinzugezogen.
Erst zwei Jahre später wurde Heinrichsohn durch einen Beauftragten der Berliner Staatsanwaltschaft zeugenschaftlich vernommen. Dabei zur Wahrheit verpflichtet zu sein, bestätigte er 1967 durch seine Unterschrift auf dem Vernehmungsprotokoll. Fast alle Vorhaltungen, an Deportationen beteiligt gewesen zu sein, dazu Schriftstücke verfasst zu haben, die Ziele der Bahntransporte in die deutschen Konzentrationslager gekannt zu haben, verneinte er. Als ihm vorgehalten wurde, an der Besichtigung von Haftlagern in Frankreich teilgenommen zu haben, erklärte er, es habe sich dabei lediglich um einen Ausflug an die Mittelmeerküste gehandelt. Heinrichsohn behauptete außerdem, dass die französische Justiz 1948 gegen ihn ermittelt habe, das Verfahren sei aber ein Jahr später eingestellt worden. Aus der Aktenlage geht nicht hervor, ob diese juristischen Schritte Frankreichs zur Kenntnis genommen worden sind. Auch den deutlich sichtbaren Falschaussagen Heinrichsohns wurde nicht weiter nachgegangen.
Erst 1976 wurde auf Initiative des französischen Historikers und Holocaustüberlebenden Serge Klarsfeld Heinrichsohns Beteiligung am Holocaust wieder öffentliches Thema. Vor den Mitgliedern des Gemeinderates in Bürgstadt bestritt Heinrichsohn in einer ehrenwörtlichen Erklärung, mit dem in Frankreich gesuchten Judensachbearbeiter namens „Heinrichson“ identisch zu sein. Diese Ehrenerklärung wirkte nicht nur in der Gemeinde, sondern auch im Vorstand der CSU, dessen Generalsekretär Edmund Stoiber nicht mit Vorverurteilungen in ein schwebendes Ermittlungsverfahren eingreifen wollte.
Noch vor Prozessbeginn war Heinrichsohn 1978 mit 85 % der Stimmen und ohne Gegenkandidatur der SPD zum Bürgermeister wiedergewählt worden. Das Oberlandesgericht Bamberg erkannte 1977 die von Klarsfeld veröffentlichten belastenden Dokumente nicht an und wollte Heinrichsohn nicht die Zulassung zur Anwaltschaft entziehen. Im Juni 1978 kam es in Miltenberg zu einer von Serge Klarsfeld organisierten politischen Demonstration von ca. achtzig Franzosen.
Diese besprühten Heinrichsohns Anwaltsbüro mit Hakenkreuzen, entfalteten ein Spruchband mit der Aufschrift „Franz Josef Strauß schützt NS-Verbrecher Heinrichsohn“ und rissen das Kanzleischild ab.

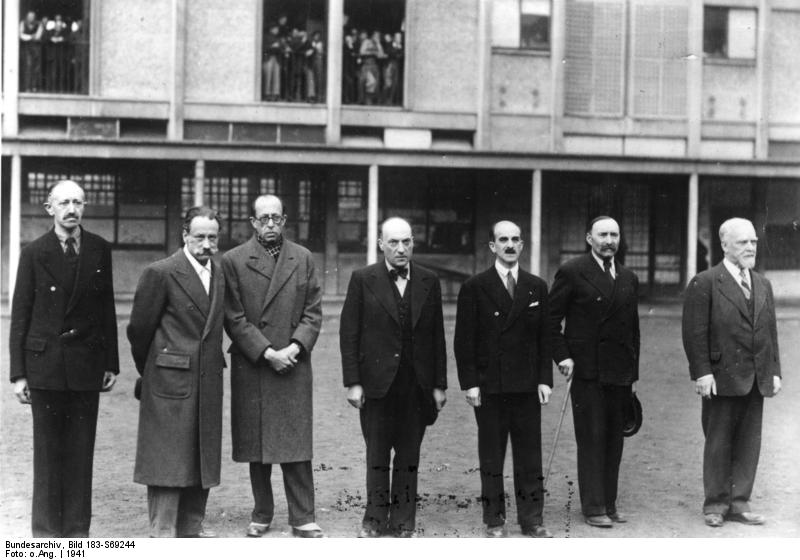
Heinrichsohn organisierte die Eisenbahntransporte der Juden aus dem Sammellager Drancy: Französische Juristen inhaftiert in Drancy, 1941

1979 wurde Heinrichsohn zusammen mit Kurt Lischka und Herbert Hagen angeklagt, „zu der vorsätzlichen und rechtswidrigen, grausamen, heimtückisch und aus niedrigen Beweggründen begangenen Tötung von Menschen vorsätzlich Hilfe geleistet zu haben“. Die Anklageschrift stützte sich u. a. auf ein von Wolfgang Scheffler verfasstes Gutachten. Heinz Röthke war bereits 1966 unbehelligt verstorben, obschon er ebenfalls in Frankreich zum Tode verurteilt worden war.
Serge Klarsfeld hatte im Namen der Nebenkläger aus den in Paris aufgefundenen Gestapo-Akten eine Dokumentensammlung zusammengestellt, aus der u. a. Heinrichsohns Beteiligung an der Deportation griechischer Juden und der Deportation jüdischer Kinder aus Frankreich hervorging. Heinrichsohns Anwalt Richard Huth hatte dagegen dem in Rumänien geborenen Juden Serge Klarsfeld das Recht abgesprochen, für die französischen Juden zu sprechen. Heinrichsohn hatte vor Gericht wahrheitswidrig erklärt, dass ihm ein Unrechtsbewusstsein fehle, da er erst nach Kriegsende von dem Judenmord erfahren habe. Er hätte Juden nur zu Arbeitseinsätzen eingeteilt. Heinrichsohn wurde dagegen von Zeugen identifiziert; es wurde ihm nachgewiesen, dass er kleine Kinder und Kranke hatte deportieren lassen, und der Historiker und Holocaustüberlebende Georges Wellers konnte als Zeuge aus einer von ihm bereits 1946 verfassten Schrift über die Zustände in Drancy Heinrichsohns Auftreten beschreiben. Danneckers nach einer gemeinsamen Dienstfahrt am 20. Juli 1942 schriftlich festgehaltene und von Lischka paraphierte Einschätzung, dass die „Juden ihrer restlosen Vernichtung entgegengehen“, war auch ihm bekannt gewesen.
Am 11. Februar 1980 wurde Heinrichsohn vom Kölner Schwurgericht zu sechs Jahren Gefängnis verurteilt, Lischka zu zehn, Hagen zu zwölf Jahren. Bürgstadts Einwohner hatten sich während des Prozesses hinter ihren Bürgermeister gestellt und sammelten die 200.000 DM Kaution, mit der er während der Verfahrensrevision auf freiem Fuß leben sollte; er wurde allerdings im März 1980 wegen Fluchtgefahr inhaftiert. Am 16. Juli 1981 bestätigte der Bundesgerichtshof die Urteile.
Erneut wurde das Oberlandesgericht in Bamberg für ihn aktiv. Bereits ein Jahr später wurde Heinrichsohn am 3. Juni 1982, trotz erfolgter rechtskräftiger Verurteilung wegen erwiesener Kriegsverbrechen, auf Beschluss des Oberlandesgerichts Bamberg vorzeitig entlassen. Drei Monate vorher hatte das Landgericht Bayreuth dies im März 1982 noch abgelehnt, da die Zweidrittelfrist noch nicht abgelaufen war. Die noch bestehende Reststrafe von 4 Jahren Haft wurden ihm 1987 erlassen. Heinrichsohn zeigte auch nach dem Gerichtsverfahren und der Haft kein Schuldbewusstsein und zog sich noch ein Meineidverfahren zu, da er im Verfahren gegen Modest Graf von Korff bei seiner Aussage blieb, vom Judenmord nichts gewusst zu haben. Er lebte schließlich mit seiner neuen Frau in einem Nachbarort Bürgstadts.
Die Eröffnung des Prozesses in Köln war für Serge Klarsfeld und seine Frau Beate Klarsfeld ein später Erfolg für ihre Bemühungen gewesen, die deutschen und französischen Holocausttäter vor Gericht zu bringen. Die außerordentlich geringen Gefängnisstrafen, angesichts der begangenen Straftaten für die Angeklagten waren in der Rechtsprechung der Bundesrepublik Deutschland ein Zeichen für den Zustand des bestehenden Rechtssystems. Erst 20 Jahre nach der in Israel erfolgten Verurteilung und der vollzogenen Todesstrafe gegen Adolf Eichmann, dem Vorgesetzten und Hauptakteur der vollzogenen millionenfachen Judenmorde wurden drei seiner Untergebenen für ihre Verbrechen zwischen 1940 und 1944 zur Rechenschaft gezogen.
Manche Einwohner von Bürgstadt waren auch nach der Verurteilung von der Unschuld ihres früheren Bürgermeisters überzeugt, die Journalistin Lea Rosh dokumentierte diese Aussagen in mehreren Fernsehfeatures für Kennzeichen D.